# Miss Internacional 2022
Miss Internacional 2022 fue la 60.ª edición del certamen Miss Internacional correspondiente al año 2022. La cual se llevó a cabo el 13 de diciembre en la Sala municipal del Domo de Tokio, Tokio, Japón. Candidatas de 66 países y territorios del mundo compitieron por el título. Al final del certamen, Sireethorn Leearamwat, Miss Internacional 2019, de Tailandia coronó a Jasmin Selberg de Alemania como su sucesora.
Esta edición correspondería al año 2020, pero debido a la pandemia de COVID-19, fue suspendida hasta 2021, no obstante de igual manera fue nuevamente cancelada por las mismas razones hasta 2022.

## Resultados
| Posiciones                | Candidata |
| ------------------------- | --- |
| Miss Internacional 2022   | - Alemania - Jasmin Selberg |
| Primera finalista         | - Cabo Verde - Stephanie Amado |
| Segunda finalista         | - Perú - Tatiana Calmell del Solar |
| Tercera finalista         | - Colombia - Natalia López |
| Cuarta finalista          | - República Dominicana - Celinee Santos |
| Semifinalistas (Top 8)    | - Canadá - Madison Kvaltin - España - Julianna Ro - Jamaica - Israel Harrison |
| Cuartofinalistas (Top 15) | - Costa Rica - Mahyla Roth - Filipinas - Hannah Consencino - Finlandia - Anna Merimää - Francia - Maya Albert - Islas Marianas del Norte - Savannah Delos Santos - Nueva Zelanda - Lydia Smit - Reino Unido - Evanjelin Elchmanar |

### Reinas continentales
| Premio                     | Candidata                           |
| -------------------------- | ----------------------------------- |
| Miss Internacional África  | - Cabo Verde - Stephanie Amado      |
| Miss Internacional América | - Estados Unidos - Corrin Stellakis |
| Miss Internacional Asia    | - Japón - Kiko Matsuo               |
| Miss Internacional Europa  | - Finlandia - Anna Merimää          |
| Miss Internacional Oceanía | - Nueva Zelanda - Lydia Smit        |

### Premios especiales
| Premio                  | Candidata                           |
| ----------------------- | ----------------------------------- |
| Mejor Traje Nacional    | - Uzbekistán - Nigina Fakhriddinova |
| Mejor en Traje de Noche | - Perú - Tatiana Calmell            |
| Mejor en Traje de Baño  | - Reino Unido - Evanjelin Elchmanar |
| Miss Fotogénica         | - Ecuador - Valeria Gutiérrez       |

## Relevancia histórica delMiss Internacional 2022
- Alemania gana por tercera vez Miss Internacional, anteriormente en 1965 y 1989.
- Cabo Verde obtiene el puesto de Primera Finalista por primera vez y apunta su participación más alta hasta la fecha.
- Perú obtiene el puesto de Segunda Finalista por primera vez y apunta su participación más alta hasta la fecha.
- Colombia obtiene el puesto de Tercera Finalista por segundo año consecutivo.
- República Dominicana obtiene el puesto de Cuarta Finalista por primera vez.
- Colombia y Filipinas  clasifican por tercer año consecutivo.
- Finlandia y Reino Unido clasifican por segundo año consecutivo.
- España clasificó por última vez en 2018.
- Canadá y República Dominicana clasificaron por última vez en 2016.
- Nueva Zelanda clasificó por última vez en 2013.
- Alemania, Costa Rica, Francia y  Perú clasificaron por última vez en 2010.
- Jamaica clasificó por última vez en 1988.
- Cabo Verde e Islas Marianas del Norte clasifican por primera vez en la historia del concurso.
- Tailandia rompe su racha de clasificaciones que mantenía desde 2013.
- Indonesia rompe su racha de clasificaciones que mantenía  desde 2016.
- Venezuela rompe su racha de clasificaciones que mantenía  desde 2017.
- México rompe su racha de clasificaciones que mantenía  desde 2018.

## Candidatas
66 candidatas compitieron por el título:
(En la lista se utiliza su nombre completo, los sobrenombres van entrecomillados y los apellidos utilizados como nombre artístico, entre paréntesis; fuera de ella se utilizan sus nombres «artísticos» o simplificados).
| País/Territorio          | Candidata                           | Edad | Residencia         |
| ------------------------ | ----------------------------------- | ---- | ------------------ |
| Alemania                 | Jasmin Selberg                      | 22   | Dortmund           |
| Australia                | Anjelica Jane Whitelaw              | 26   | Adelaida           |
| Bélgica                  | Lore Ven Schitborg                  | 27   | Namur              |
| Bielorrusia              | Karyna Mihailovich Kisialiova       | 25   | Minsk              |
| Bolivia                  | Carolina Fernández Menacho          | 25   | Cobija             |
| Brasil                   | Isabella Cristina de Oliveira Lima  | 24   | Río de Janeiro     |
| Cabo Verde               | Stephanie Amado                     | 23   | Praia              |
| Camboya                  | Chea Charany                        | 28   | Battambang         |
| Canadá                   | Madison Elizabeth Svetlana Kvaltin  | 24   | Gran Sudbury       |
| Chile                    | Catalina Marina Huenulao Olmos      | 24   | Temuco             |
| Colombia                 | Natalia López Cardona               | 23   | Circasia           |
| Corea del Sur            | Kim Su-jin                          | 25   | Daegu              |
| Costa Rica               | Mahyla Lía Roth Benavides           | 23   | Cahuita            |
| Cuba                     | Rachel Anne Martín                  | 24   | Miami              |
| Dinamarca                | Dana Myrvig                         | 26   | Brøndby            |
| Ecuador                  | Valeria Gutiérrez Pinto             | 23   | Miami              |
| El Salvador              | Génesis Margarita Fuentes Figueroa  | 28   | San Salvador       |
| Eslovaquia               | Viktória Podmanická                 | 21   | Banská Bystrica    |
| España                   | Ángela «Julianna» Ropero Pérez (Ro) | 28   | Sevilla            |
| Estados Unidos           | Corrin Ashley Stellakis             | 25   | Bridgeport         |
| Filipinas                | Hannah Consencino Arnold            | 26   | Balud              |
| Finlandia                | Anna Merimää                        | 25   | Turku              |
| Francia                  | Maya Sophie Albert                  | 25   | Tarn               |
| Grecia                   | Anna Pavlidou                       | 23   | Salónica           |
| Guatemala                | Dulce Tatiana López Villatoro       | 27   | Huehuetenango      |
| Haití                    | Angelique Sinelia François          | 26   | Puerto Príncipe    |
| Hawái                    | Priscilla Wang                      | 28   | Honolulu           |
| Honduras                 | Zully Paz Pasan                     | 24   | San Pedro Sula     |
| Hong Kong                | Rosemary Ling                       | 23   | Tai Po             |
| India                    | Zoya Afroz                          | 28   | Lucknow            |
| Indonesia                | Cindy May McGuire                   | 26   | Yakarta            |
| Islas Marianas del Norte | Savannah Lyn Delos Santos Igawa     | 25   | Saipán             |
| Italia                   | Beatrice Da Ronch Nardi             | 28   | Roma               |
| Jamaica                  | Israel Nefferttiti Harrison         | 25   | Clarendon          |
| Japón                    | Kiko Matsuo                         | 23   | Saga               |
| Kenia                    | Cindy Isendi Mutsotso               | 25   | Kakamega           |
| Laos                     | Puangtip «Nina» Malichanh           | 25   | Vientián           |
| Macao                    | Dinelle Wong                        | 25   | Cotai              |
| Malasia                  | Giselle Tay Jia Lat                 | 28   | Kuala Lumpur       |
| Mauricio                 | Marie Gilberte Ava Memero           | 25   | Port Louis         |
| México                   | Yuridia del Carmen Peña Durán       | 23   | Ahuacatlán         |
| Mongolia                 | Nomin-Erdene Bayarkhuu              | 25   | Darjan             |
| Namibia                  | Erika Kazombaruru                   | 24   | Swakopmund         |
| Nepal                    | Nancy Khadka                        | 24   | Biratnagar         |
| Nicaragua                | Fernanda Marisol Salazar Domínguez  | 19   | Managua            |
| Nigeria                  | Precious Ngaceng Obisoso            | 24   | Sokoto             |
| Noruega                  | Romée Riesanne Dahlen               | 19   | Bjørkelangen       |
| Nueva Zelanda            | Lydia Smit                          | 25   | Morrinsville       |
| Panamá                   | Ivis Nicole Snyder Calderón         | 25   | Pedasí             |
| Paraguay                 | Ariane Vanessa Maciel               | 28   | Lambare            |
| Perú                     | Tatiana Calmell del Solar Ortega    | 28   | Lima               |
| Polonia                  | Sylwia Stasińska                    | 24   | Chełm              |
| Portugal                 | Rita Bitton Reis                    | 23   | Lisboa             |
| Puerto Rico              | Paola Cristina González Torres      | 20   | San Sebastián      |
| Reino Unido              | Evanjelin Francia Elchmanar         | 21   | Birmingham         |
| República Checa          | Adéla Maděryčova                    | 23   | Břeclav            |
| República Dominicana     | Celinee Ágata Santos Frías          | 22   | Santo Domingo      |
| Rumania                  | Ada-Maria Ileana                    | 25   | Bucarest           |
| Singapur                 | Scarlett Simm Xiong                 | 27   | Tampines           |
| Sudáfrica                | Ferini Shelinn Dayal                | 28   | Kensington         |
| Tailandia                | Tavee Ruechanok Meesang             | 27   | Bangkok            |
| Taiwán                   | Joanne Zheng Chiengh                | 27   | Pingtung           |
| Togo                     | Océane Louhab Bellow                | 25   | Atakpamé           |
| Uzbekistán               | Nigina Fakhriddinova                | 23   | Navoi              |
| Venezuela                | Isbel Cristina Parra Santos         | 28   | Caracas            |
| Vietnam                  | Phạm Ngọc Phương Anh                | 24   | Ciudad Ho Chi Minh |

### Candidatas retiradas
- Costa de Marfil - Maryline Agnes Kouadio
- Ghana - Caroline Carine Naa Nunno[61]
- Guadalupe - Melissa Delphine Bacri
- Guam - Franky Lynn Aguon Hill
- Guinea Ecuatorial - Victoria Kalu Gerona
- Islas Cook - Emma Tepaeru Kainuku-Walsh
- Países Bajos - Marisol Melanie Yahaira Soliana
- Sierra Leona - Fatu Rugiatu Kamara
- Sudán del Sur - Akon Santino Garang
- Túnez - Hend Ben Ali Abbougsha
- Ucrania - Olya Shamrai Kostenko
- Uganda - Kisakye Margaret Ugegezo
- Uruguay - Betina Margni Villas

### Reemplazos
- Tamara Jemuovic quien había sido coronada Miss Canadá Internacional 2020, debía representar a Canadá, pero por la pandemia de COVID-19 se tuvo que cancelar el evento de 2021 y fue reemplazada por Madison Elizabeth Kvaltin, quien fue coronada Miss Canadá Internacional 2022.
- Maritsa Claire Platis quien había sido coronada Miss Estados Unidos Internacional 2020, debía representar a Estados Unidos, pero por la pandemia de COVID-19 se tuvo que cancelar el evento de 2021 y fue reemplazada por Corrin Stellakis, quien fue coronada Miss Estados Unidos Internacional 2021.
- Gabriela Kristabel Irías Paz Morgan quien había sido coronada Miss Honduras Internacional 2020, debía representar a Honduras, pero por la pandemia de COVID-19 se tuvo que cancelar el evento de 2021 y fue reemplazada por Zully Paz Pasan, quien fue coronada Miss Honduras Internacional 2022.
- Putu Ayu Saraswati quien había sido coronada Miss Indonesia Internacional 2020, debía representar a Indonesia, pero por la pandemia de COVID-19 se tuvo que cancelar el evento de 2021 y fue reemplazada por Cindy May McGuire, quien fue coronada Miss Indonesia Internacional 2022.
- Sandhya Sharma quien había sido coronada Miss Nepal Internacional 2020, debía representar a Nepal, pero por la pandemia de COVID-19 se tuvo que cancelar el evento de 2021 y fue reemplazada por Nancy Khadka, quien fue coronada Miss Nepal Internacional 2022.
- Sydney Faye Batters quien había sido coronada Miss Nueva Zelanda Internacional 2020, debía representar a Nueva Zelanda, pero por la pandemia de COVID-19 se tuvo que cancelar el evento de 2021 y fue reemplazada por Lydia Smit, quien fue coronada Miss Nueva Zelanda Internacional 2022.
- Valeria Estefanía Franceschi Alvarado quien había sido coronada Miss Panamá Internacional 2020, debía representar a Panamá, pero por la pandemia de COVID-19 se tuvo que cancelar el evento de 2021 y fue reemplazada por Ivis Nicole Snyder, quien fue coronada Miss Panamá Internacional 2022.
- Natalia Marie Colón Figueroa quien había sido coronada Miss Puerto Rico Internacional 2020, debía representar a Puerto Rico, pero por la pandemia de COVID-19 se tuvo que cancelar el evento de 2021 y fue reemplazada por Paola Cristina González Torres, quien fue coronada Miss Puerto Rico Internacional 2022.
- Natálie Kočendová quien había sido coronada Miss República Checa Internacional 2020, debía representar a República Checa, pero por la pandemia de COVID-19 se tuvo que cancelar el evento de 2021 y fue reemplazada por Adéla Maděryčova, quien fue coronada Miss República Checa Internacional 2022.
- Michelle López Ortega quien había sido coronada Miss Perú Internacional 2020, debía representar a Perú, pero por la pandemia de COVID-19 se tuvo que cancelar el evento de 2021 y fue reemplazada por Tatiana Calmell del Solar, quien fue coronada Miss Perú Internacional 2022.

## Datos acerca de las delegadas
- Algunas de las delegadas del Miss Internacional 2022 han participado o participarán en otros certámenes internacionales de importancia:
  - Jasmine Selberg (Alemania) fue semifinalista en The Miss Globe 2021 y participó sin éxito en Miss Supranacional 2022.
  - Anjelica Whitelaw (Australia) fue cuartofinalista en Miss Asia Pacífico Internacional 2019.
  - Lore Ven (Bélgica) participó sin éxito en Miss Turismo Mundo 2015, The Queen of Eurasia 2016, en estos dos representando a Benelux, Supermodel Internacional 2016 y Miss Intercontinental 2017.
  - Karyna Mihailovich Kisialiova (Bielorrusia) participó sin éxito en Miss Asia Pacífico Internacional 2017, Miss Continentes Unidos 2018, Miss Grand Internacional 2019, Miss Intercontinental 2019, Miss Planeta Internacional 2019, Miss Aura Internacional 2020 y Miss Tierra 2023, primera finalista en Miss Mesoamérica Internacional 2018 y octava finalista en Miss Multiverse 2020.
  - Carolina Fernández Menacho (Bolivia) fue semifinalista en Reina Hispanoamericana 2021.
  - Madison Elizabeth Kvaltin (Canadá) participó sin éxito en Miss Intercontinental 2016 y Miss Universo 2023.
  - Génesis Margarita Fuentes Figueroa (El Salvador) fue virreina en Miss Costa Maya Internacional 2015 y Miss Mesoamérica Internacional 2016 y participó sin éxito en Reina Mundial del Banano 2016, Reinado Internacional del Café 2017 y Miss Grand Internacional 2018.
  - Corrin Stellakis (Estados Unidos) fue Miss Tierra - Fuego en Miss Tierra 2016 y ganadora de Miss Multiverse 2017.
  - Anna Merimää (Finlandia) fue ganadora de Miss Model of the World 2016.
  - Angelique Sinelia François (Haití) participó sin éxito en el Reinado Internacional del Café 2022.
  - Zully Paz Pasan (Honduras) fue cuartofinalista en Miss Asia Pacífico Internacional 2019.
  - Cindy Isendi Mutsotso (Kenia) fue finalista en Miss Tourism 2017 y ganadora de Beauty of Africa Internacional 2019.
  - Lydia Smit (Nueva Zelanda) participó sin éxito en Face of Beauty International 2014.
  - Ada-Maria Ileana (Rumania) participó sin éxito en Miss Turismo Internacional 2018 y Miss Turismo Mundo 2018.
  - Tavee Ruechanok Meesang (Tailandia) participó sin éxito en Miss Chinese International 2019
  - Celinee Santos Frías (República Dominicana) fue Virreina Mundial del Banano en Reina Mundial del Banano 2019 semifinalista en Miss Intercontinental 2019 y cuartofinalista en Miss Universo 2024
  - Nigina Fakhriddinova (Uzbekistán) participó sin éxito en Miss Intercontinental 2019.

## Sobre los países de Miss Internacional 2022

### Naciones que debutan en la competencia
- Cabo Verde
- Uzbekistán

### Naciones que se retiran de la competencia
- Argentina
- Armenia
- Aruba
- Belice
- Burkina Faso
- Camerún
- China
- Costa de Marfil
- Ghana
- Guadalupe
- Guam
- Guinea Ecuatorial
- Liberia
- Marruecos
- Myanmar
- Países Bajos
- Polinesia Francesa
- Rusia
- Sri Lanka
- Sudán del Sur
- Suecia
- Túnez
- Ucrania
- Uganda
- Zambia
- Zimbabue

### Naciones que regresan a la competencia
Compitió por última vez en 2000:
- Togo

Compitieron por última vez en 2010:
- Grecia
- Jamaica

Compitió por última vez en 2012:
- Namibia

Compitieron por última vez en 2018:
- Alemania
- Corea del Sur
- Cuba
- Kenia